# Symmacra regularis
Symmacra regularis är en fjärilsart som beskrevs av W. Warren 1896. Symmacra regularis ingår i släktet Symmacra och familjen mätare. Inga underarter finns listade i Catalogue of Life.